# Klokot (kommunhuvudort)
Klokot (serbiska: Клокот, albanska: Kllokot, Kllotkot) är en kommunhuvudort i Kosovo. Den ligger i den sydöstra delen av landet, 40 km sydost om huvudstaden Priština. Klokot ligger 491 meter över havet och antalet invånare är 2 551.
Terrängen runt Klokot är kuperad österut, men västerut är den platt. Runt Klokot är det ganska tätbefolkat, med 222 invånare per kvadratkilometer. Närmaste större samhälle är Vitina, 5,7 km söder om Klokot. Trakten runt Klokot består till största delen av jordbruksmark.